# Nowe Miasto nad Pilicą (gemeente)
De gemeente Nowe Miasto nad Pilicą is een stad- en landgemeente in het Poolse woiwodschap Mazovië, in powiat Grójecki.
De zetel van de gemeente is in Nowe Miasto nad Pilicą.
Op 30 juni 2004 telde de gemeente 8381 inwoners.

## Oppervlakte gegevens
In 2002 bedroeg de totale oppervlakte van gemeente Nowe Miasto nad Pilicą 158,47 km², waarvan:
- agrarisch gebied: 65%
- bossen: 22%

De gemeente beslaat 11,46% van de totale oppervlakte van de powiat.

## Demografie
Stand op 30 juni 2004:
| Omschrijving                   | Totaal | Totaal | Vrouwen | Vrouwen | Mannen | Mannen |
| ------------------------------ | ------ | ------ | ------- | ------- | ------ | ------ |
| eenheid                        | aantal | %      | aantal  | %       | aantal | %      |
| inwoners                       | 8381   | 100    | 4301    | 51,3    | 4080   | 48,7   |
| bevolkingsdichtheid (inw./km²) | 52,9   | 52,9   | 27,1    | 27,1    | 25,7   | 25,7   |

In 2002 bedroeg het gemiddelde inkomen per inwoner 1252,82 zł.

## Administratieve plaatsen (sołectwo)
Bełek, Bieliny (sołectwa: Bieliny en Nowe Bieliny), Dąbrowa-Józefów, Domaniewice, Godzimierz, Gostomia, Jankowice, Łęgonice (sołectwa: Łęgonice en Nowe Łęgonice), Nowe Strzałki-Zalesie, Pobiedna, Promnik, Prosna-Gilówka, Rokitnica, Rosocha, Rudki, Sacin, Sańbórz, Strzałki, Świdrygały, Waliska, Wał, Wierzchy, Wola Pobiedzińska, Wólka Ligęzowska-Wólka Magierowa, Żdżarki, Żdżary.

## Aangrenzende gemeenten
Cielądz, Klwów, Mogielnica, Odrzywół, Poświętne, Rzeczyca, Sadkowice, Wyśmierzyce